# José Mena Abrantes
José Mena Abrantes, nascido José Manuel Feio Mena Abrantes (Malanje, 11 de janeiro de 1945), é um jornalista, dramaturgo, diretor e escritor de ficção, teatro e poesia angolano. 

## Biografia
Licenciado em Filologia Germânica na Faculdade de Letras da Universidade de Lisboa, exerce a profissão de jornalista desde 1975 com colaboração em vários órgãos de informação angolanos, portugueses, franceses e moçambicanos. E é membro da União dos Escritores Angolanos
Iniciou a atividade teatral em 1967, no Grupo Cénico da Associação Académica da Faculdade de Direito de Lisboa, a cuja direcção pertenceu e com qual participou, em Maio de 1970, no 1º Festival Internacional de Teatro Independente (San Sebastián/Espanha) como ator em o "Barbeiro de Sevilha", sob direção de Luís de Lima. 
Nesse período (1969-1970) seguiu cursos de interpretação e de direcção teatral na Fundação Calouste Gulbenkian em Lisboa, sob a direcção do argentino Adolfo Gutkin. Em 1972-1973 fez na Universidade Católica de Leuven - Bélgica seminários de dramaturgia e direcção teatral orientados pelos teatrólogos franceses Bernard Dort e Denis Bablet. 
Em Frankfurt/Main, Alemanha Federal, colaborou com um grupo alemão de teatro de rua, FAUST, e dirigiu o grupo LA BUSCA, de trabalhadores e estudantes espanhóis, com o qual representou Espanha no 1º Festival Internacional de Teatro Operário, em 1973. Nesse mesmo ano foi assistente convidado do diretor argentino Augusto Fernandez, no principal teatro da cidade de Frankfurt - o Frankfurter Staedtische Buehne 
Com seu regresso a Angola em 1974, após quatro anos de exílio na Alemanha passou a incentivar a atividade teatral no seu país
Foi co-fundador e co-responsável dos grupos teatrais TCHINGANJE, que apresentou em fins de Novembro de 1975 a primeira obra de teatro da Angola independente e XILENGA-TEATRO. Dirigiu durante dois anos (1985-1987) o GRUPO DE TEATRO DA FACULDADE DE MEDICINA DE LUANDA e fundou em Maio de 1988 o grupo ELINGA TEATRO, de que é diretor e encenador, que tem participado com regularidade em festivais de teatro em países de África, Europa e América.
Em 1995, participou do Festival Internacional de Teatro de Expressão Ibérica (Fitei), com a peça "O Pássaro e a Morte", em que assina a direcção e o texto. 
Como jornalista, foi diretor-geral da Agência Angola Press, entre 1982 e 1984 , e chefe do setor de Informação e Divulgação da Cinemateca Nacional, entre 1985 e 1987.
Em 1993, iniciou suas atividades como Assessor de Imprensa da Presidência da República de Angola
Em 2012 foi nomeado Secretário de Estado para os Assuntos de Comunicação Institucional e Imprensa do Presidente da República de Angola.
No dia 10 de janeiro de 2018, o Chefe de Estado nomeou José Manuel Mena Abrantes para o cargo de Consultor do Presidente da República.

## Publicações

### Teatro
- O Grande Circo Autêntico
- Ana, Zé e os Escravos
- Nandyala ou a tirania dos monstros
- Cangalanga, a Doida dos Cahoios
- Pedro Andrade, a Tartaruga e o Gigante
- A última viagem do "Príncipe Perfeito"
- Sequeira, Luís Lopes ou o mulato dos prodígios
- Amêsa ou A Canção do Desespero
- Tari-Yari, Misericórdia e Poder no Reino do Congo
- A Órfã do Rei
- O Pássaro e a Morte
- Sem Herói nem Reino ou o Azar da Cidade de S. Filipe de Benguela com o Fundador que lhe Tocou a Sorte
- Na Nzuá Amirá ou de como o Prodigioso Filho de KImanaueze se Casou com a Filha do Sol e da Lua
- Teatro I e II ( Colecção Cena Lusófona - compilação de 12 peças).
- Kimpa Vita - A Profetisa Ardente (Edições Nandyala)

### Ficção/Poesia
- Meninos
- Caminhos Desencantados
- Objectivos Musicais
- O Gravador de Ilusões
- Na Curva do Cão Morto

### Estudos
- Cinema Angolano: Um passado, a merecer melhor presente]]
- O Teatro Angolano, Hoje
- O Teatro em Angola (Volumes I e II) (Edições Nzila)
- Subsídios para a história e caracterização do teatro angolano (Edição Elinga-Teatro)

## Prémios
Como poeta e contista, recebeu por três vezes (1986 por "Ana, Zé e os Escravos", 1990 por "Meninos", 1994 por  Caminhos Des-encantados) o Prémio Sonangol de Literatura, máximo galardão da literatura angolana da atualidade.
Menção Honrosa  no Concurso Sonangol de Literatura por "O Gravador de Ilusões" (antes "O Pião") de 1990 e "Sequeira, Luís Lopes ou O mulato dos prodígios de 1991.
1º Prémio de Poesia (ex-sequo) dos Jogos Florais de Caxinde por "Objectos Musicais".
Prémio Palop do Livro em Língua Portuguesa (2º lugar) em São Tomé e Príncipe por "Na Curva do Cão Morto"